# هایپریون (شعر)

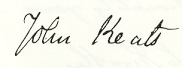
هایپریون

هایپریون (Hyperion)، نام شعری حماسی از شاعر رمانتیک سدهٔ نوزدهم انگلستان، جان کیتس است که دربارهٔ جنگ ده‌ساله تایتان‌ها علیه خدایان المپ و نومیدی‌های آنان پس از شکست است. کیتس این شعر را از اواخر سال ۱۸۱۸ تا بهار ۱۸۱۹ نوشت اما آن را به پایان نبرد. در این دوران او به مراقبت از برادر جوان‌تر و بیمار خود مشغول بود که در اول دسامبر ۱۸۱۹ بر اثر سل درگذشت.
کیتس این موضوع و ایده را در شعر حماسی دیگر خود با نام سقوط هایپریون: یک رویا پیگیری کرد.

## بخشی از شعر
در کتاب اول، جمله‌هایی که تایتان هایپریون بر زبان می‌آورد چنین است:
| برگردان فارسی: زحل سقوط کرده، آیا من نیز سقوط خواهم کرد؟ آیا باید این بهشت آرامشم را رها کمنم؟ این گهوارهٔ پرشکوهم را، این هوای لطیف را این جلالِ آرامِ نورِ سعادت‌بخش را این خیمهٔ بلورین و معابد یک‌رنگ را تمام امپراطوری تابناکم را؟ تمامش متروک افتاده، تهی و بی هیچ همدمی از آنِ من درخشش و شکوه و تقارنش را نمی‌توانم دید فقط تاریکی است و مرگ و تاریکی. حتی اینجا، در این مرکز آرامگاهم رویاهای تاریک مستبدانه پیش می آیند | متن اصلی به زبان انگلیسی: Saturn is fallen, am I too to fall? Am I to leave this haven of my rest, This cradle of my glory, this soft clime, This calm luxuriance of blissful light, These crystalline pavilions, and pure fanes, Of all my lucent empire? It is left Deserted, void, nor any haunt of mine. The blaze, the splendor, and the symmetry, I cannot see – but darkness, death and darkness. Even here, into my centre of repose, The shady visions come to domineer |